# 체리 팝
〈체리 팝〉(일본어: チェリーポップ
)은 일본의 보컬로이드 프로듀서(보카로P)인 DECO*27가 작사, 작곡한 노래이다. 2025년 7월 25일에 유튜브와 니코니코 동화를 통해 공개되었고, 하루 뒤인 7월 26일에 스트리밍 서비스로 발매되었다. 보컬 음성은 보컬로이드인 하츠네 미쿠를 사용하였으며, 코러스와 일러스트는 일본의 유튜버이자 일러스트레이터인 시구레 우이가 맡았다. 편곡은 DECO*27와 야마모토 하야토가 맡았다. 체리 팝의 뮤직 비디오는 투고 2일 만에 유튜브에서 100만 회의 조회수를 기록하였고, 2025년 7월 30일에는 유튜브에서 200만 회의 조회수를 기록하였다. 또한, 빌보드 재팬 니코니코 보컬로이드 송 톱 20에서 최고 2위를 차지하기도 하였다.

## 반응
2025년 7월 기준, 니코니코 동화에 업로드된 뮤직 비디오는 10만 재생수를 기록하여 니코니코 동화의 VOCALOID 전당입성을 달성하였고, 유튜브에 업로드된 뮤직 비디오는 2025년 7월 27일, 즉 공개된 지 2일 만에 100만 회의 조회수를 달성하자 DECO*27는 유튜브와 X에 조회수 100만 회 달성 기념 일러스트를 게시하여 감사의 뜻을 표하였다.

## 차트 기록

### 주간 차트
| 차트                                       | 최고 순위 |
| ------------------------------------------ | --------- |
| 니코니코 보컬로이드 송 톱 20 (빌보드 재팬) | 2         |

## 발매
| 지역    | 날짜            | 형식                   |
| ------- | --------------- | ---------------------- |
| 전 세계 | 2025년 7월 26일 | 음악 다운로드 스트리밍 |